# Fluviopupa ramsayi
Fluviopupa ramsayi е вид коремоного от семейство Hydrobiidae.

## Разпространение
Видът е разпространен в Австралия.